# 中央ユーラシア
中央ユーラシア（ちゅうおうユーラシア）とは、ユーラシア大陸の中央部分に広がるウラル・アルタイ系の諸言語を用いる諸民族が居住する地域を広く指す、地理的というよりは文化的な地域概念である。1960年代にハンガリー出身の学者デニス・サイナーが用い始めて以来、ウラル・アルタイ系の民族の歴史や文化を研究対象とするアルタイ学にとって便利な地域概念として、次第に広く用いられるようになった。
これらの地域の特徴は歴史上、ツングース、モンゴル、テュルク、フィン・ウゴルなどのウラル・アルタイ系の諸言語を話す人々が歴史的に重要な役割を果たしてきたことである。古くは遊牧民、新しくは定住民としてウラル・アルタイ系の人々に様々な文化的影響を与えたイラン系の人々もこの地域の重要な構成員である。また、彼らはロシア人や漢民族などの周辺の大民族と密接に関わってきた。

## 範囲
文化的な概念ゆえに歴史の展開によって中央ユーラシアとして言及される範囲は柔軟に伸縮する。そのおおよその範囲は、東は東北アジアの極東ロシア、マンチュリア（満洲）から西は東ヨーロッパのカルパティア山脈まで、北はシベリア・北氷洋まで広がり、南は黄河、クンルン山脈、パミール高原、ヒンドゥークシュ山脈、イラン高原、カフカス山脈で区切られた広大な地域を指し、時にはチベット、イラン、南カフカス、トルコなども含められる。
国でいえば、旧ソビエト連邦からバルト海沿岸と北西ロシアを除いたものに、モンゴル国の全域と中華人民共和国の北部および西部を加え、アフガニスタンの北部まで視野に入れたものにほぼ一致する。
類似する地理的な地域概念として中央アジアがあるが、中央アジアもまた歴史的・政治的な状況によってさまざまに伸縮する。また、中央アジアには北東アジアや東ヨーロッパ方面のキプチャク草原西部が含まれることはない。

## 地理と歴史
地理的には、南は数々の山脈と高地で区切られているためアジアを潤すモンスーンの恩恵を受けることができず、オルドス、タリム盆地、マー・ワラー・アンナフル、ホラズム、ホラーサーンなど乾燥地帯が連なる。
北はシベリアからマンチュリアまで広がる森林地帯であり、南北の中間には、モンゴル高原、キプチャク草原というふたつの広大な遊牧適地が広がる。
歴史的には、乾燥地帯の住民は、山脈や高原の根雪が解け出した川を利用して灌漑施設を設け、オアシス農業を行って豊かな定住文化を育んできた。また、地理的な環境を生かして中国と西アジア、ヨーロッパをつなぐ東西交易に従事して栄えた。その北の草原地帯に広がる遊牧民たちは卓越した軍事力によってオアシスを支配し、東西交易の利潤を得て巨大な遊牧国家を築き上げた。
しかし、近世に入ると技術革新と海洋貿易の振興は、中央ユーラシアの繁栄を支えた遊牧民の軍事力と交易の利潤を相対的に時代遅れなものとした。その結果、19世紀までに中央ユーラシアのほぼ全域は清とロシア帝国によって分割され、中央ユーラシアは次第に中国やロシアの周縁と化していくことになる。

## 分布言語
- ウラル語族
  - フィン・ウゴル語派
  - サモエード語派
- アルタイ諸語
  - チュルク語族
  - モンゴル語族
  - ツングース語族
- インド・ヨーロッパ語族
  - イラン語派
  - スラヴ語派
- 古アジア諸語
  - ユカギール語族
  - エニセイ語族
  - チュクチ・カムチャツカ語族
  - ニブフ語